# 仁田川
仁田川（にたがわ）は、上対馬中央部を西へ流れ、仁田湾（対馬海峡西水道）へ注ぐ二級河川である。流域は長崎県対馬市に属する。上対馬をほぼ横断する対馬最大の川で、流域面積79.9km2は長崎県内の河川でも本明川・佐々川・川棚川に次ぐ第4位である。
水系としては、南隣を流れ河口近くで合流する飼所川（かいどこがわ）を含めて「仁田川水系」と定義される。南の飼所川に対し、北の仁田川を瀬田川とも呼ぶ。飼所・瀬田とも下流域の集落名である。

## 流域
上対馬の東側・上対馬町琴地区に近い鳴滝山（標高343m）西側斜面を水源とする。鳴滝山を挟むように北西側から仁田川、南西側から飼所川が流れ出す。仁田川の上流部は「目保呂川」「迷暮路川」と呼ばれ、森林に覆われた山地に芦見河内・大矢谷などの谷を刻んで流れ下る。
それらの流れは御嶽（標高479m）東側の谷に集まり、谷底平野の中を蛇行しながら南西へ流れる。中流域には平成11年（1999年）に目保呂ダムが完成した。
目保呂ダム以降の谷底平野には、宮原・中栗栖・瀬田・樫滝・飼所・下里の6集落と田畑がある。河口付近で飼所川が合流し、下里で仁田湾へ注ぐ。なお、樫滝と下里では弥生時代の遺跡も発見されている。

## 支流
- 飼所川 - 仁田川の南を流れ、河口付近で合流する。流路延長12.9kmは仁田川の10.3kmより長い。鳴滝山の南西側斜面を水源とする。上流部は「久留栖川」と呼ばれ、ここには昭和53年（1978年）に仁田ダムが完成した。仁田ダム以降はセパ山谷・信常谷・仏坂川などを併せ、谷底平野を大きく蛇行しながら西へ流れる。飼所の集落を過ぎて仁田川と合流する。

## 河川施設
目保呂ダム
仁田川中流に、平成11年（1999年）に完成した。堤高40m・堤頂長150m・流域面積17.1km2・総貯水量540万m3の重力式コンクリートダム。
仁田ダム
飼所川上流に、昭和53年（1978年）に完成した。堤高33.4m・堤頂長104m・流域面積11.1km2・総貯水量227万m3の重力式コンクリートダム。

## 橋梁
- 国道382号 - 下流に架かる。

## 平行する交通

### 道路
- 長崎県道180号舟志宮原線 - 仁田川に並走。
- 長崎県道56号上県小鹿港線 - 飼所川に並走。